# Leominster (Massachusetts)
Leominster is een plaats (city) in de Amerikaanse staat Massachusetts, en valt bestuurlijk gezien onder Worcester County.

## Demografie
Bij de volkstelling in 2000 werd het aantal inwoners vastgesteld op 41.303.
In 2006 is het aantal inwoners door het United States Census Bureau geschat op 41.549, een stijging van 246 (0.6%).

## Geografie
Volgens het United States Census Bureau beslaat de plaats een oppervlakte van
77,1 km², waarvan 74,8 km² land en 2,3 km² water.

## Plaatsen in de nabije omgeving
De onderstaande figuur toont nabijgelegen plaatsen in een straal van 12 km rond Leominster.